# Municipio de Tepanco de López
El Municipio Libre de Tepanco de López es uno de los 217 municipios en los que se divide el estado mexicano de Puebla. Su cabecera municipal es la localidad de Tepanco de López, la tercera más poblada del municipio homónimo.

## Toponimia
Tepanco es un topónimo de origen náhuatl. El nombre de manera fonética tiene dos posibles traducciones. Puede ser derivado del vocablo Tepantli (límite o lindero) y -co (Partícula locativa). En este caso, puede entenderse como "En el lindero". La otra posibilidad es cuando se deriva de Tepan (pedregal) y -co, de donde puede traducirse como "En el pedregal". De acuerdo al glifo de la comunidad este toma otra interpretación: "Tetepantli" (Muro de piedra, representado por los ladrillos) y -co (Partícula locativa que aparece en la base de "Dientes") lo que se comprendería como "Lugar de muros de piedra"o "Cerca de los muros de piedra". Probablemente todas las interpretaciones apunten a la cercanía de la cabecera municipal (Que le da nombre al municipio) con los cerros que sirven de borde o límite entre el Valle de Tehuacán y el Valle de Tecamachalco.
El apellido López se le da a la localidad y al municipio el 27 de abril de 1869 por decreto del Congreso del Estado de Puebla, cuando aún pertenecía al extinto Partido de Tehuacán, en honor a las destacadas actuaciones en Oaxaca del guerrillero liberal José María "El Güero" López oriundo del lugar, durante la Segunda Intervención Francesa.

## Geografía
El municipio de Tepanco se encuentra ubicado al sureste del estado, al norte de la región del Valle de Tehuacán, sus coordenadas son entre 18°28´54"N y 18°39'30"N (En latitud norte) y 97°27'42"O y 97°41'00"O (De longitud oeste), cuenta con una extensión territorial de 207.9 kilómetros cuadrados, encontrándose en el lugar 58° en extensión municipal de la entidad y ocupando el 0.66% del territorio de la misma.
Limita al norte con Tlacotepec de Benito Juárez y Cañada Morelos, al sur con Tehuacán, al oriente con Santiago Miahuatlán, Chapulco y nuevamente Tehuacán, finalmente al poniente colinda con los municipios de Tlacotepec de Benito Juárez y Juan N. Méndez.

### Orografía
El municipio se encuentra dentro de tres subprovicias fisiográficas: Lagos y Volcanes de Anáhuac (Subprovincia del Eje Neovolcanico), Sierras Centrales de Oaxaca y Sierras Orientales (Ambas subprovincias de la Sierra Madre del Sur), dado a esta condición, el relieve del municipio resulta ampliamente variada, dominado por elevaciones de la Sierra de Tecamachalco al este y noreste y de la Sierra de Zapotitlán al suroeste y noroeste. En el centro se encuentra ubicada la punta norte del Valle de Tehuacán, el cual solo presenta pequeñas elevaciones y en el que se ubican las localidades más pobladas del municipio.

### Hidrografía
No se cuenta con una presencia de cuerpos de agua permanentes, y las corrientes que se ubican solo lo hacen de forma intermitente o temporal, destacando las barrancas y los distintos canales de dren o desagüe provenientes de la Presa de Valsequillo ocupados en su gran mayoría para satisfacer las necesidades agrícolas de la zona.
Se encuentra casi en su totalidad inmerso en la Región hidrológica Papaloapan (99.17%), mientras que el restante 0.83% pertenece a la Región hidrológica Balsas.

### Clima y ecosistemas
El municipio de Tepanco posee tres tipos de climas, derivados de las condiciones hidrológicas, geológicas y morfológicas del territorio; Semiseco semicálido, ubicado en el centro y sureste del municipio abarcando aproximadamente el 30.57%, Semiseco templado, que se distribuye por centro, norte y noreste y representa el 33.71%, y Templado subhúmedo con lluvias en verano, de menor humedad distribuido en las secciones noroeste y suroeste del municipio, incluye el 35.72% del territorio.
La media de temperatura anual registrada ronda entre los 14-20 °C , y la pluviosidad a lo largo del año en promedio es de 400-800 mm.
En cuanto a la distribución de los usos del suelo, está mayormente cubierto por matorrales, representando un 43.54%, el 41.50% está destinado a la agricultura y la zona urbana representa solo un 8.69% del territorio, el pastizal y mezquital ocupan un 2.83% y 2.30% respectivamente, el restante 1.14% se considera como no aplicable a definición.

#### Flora y fauna nativas
Flora: Mezquite, huizache, nopal, biznaga, órgano, cactus, guaje, encino, paxtle, palo dulce, maguey, sotolin o pata de elefante, izote, azomiate, cazahuate, mantos, diente de león, flor de mayo o lirio de lluvia, maravilla, pipicha, quelite, toloache, alache, chicalote, epazote y ojo de gallo. 
Fauna: Conejo, tlacuache, rata, ardilla, zorrillo, cacomixtle, coyote, venado, tuza, murciélago, águila real, gavilán, zopilote, golondrina, lechuza, paloma, zanate, garza, cardenal, gorrión, cuitlacoche, carpintero pechigris, falsa coral, serpiente de cascabel y serpiente ratonera, entre otros.

### Áreas naturales protegidas
En la punta sur y la porción noreste del municipio, se encuentran partes pertenecientes a la Reserva de la biosfera Tehuacán-Cuicatlán, cercanas a las poblaciones de San Bartolo Teontepec y San Luis Temalacayuca, respectivamente, esta última en los cerros referentes a la Sierra de Tecamachalco.

## Demografía

### Población
De acuerdo con los resultados del Censo de Población y Vivienda del año 2020 en todo el municipio de Tepanco de López viven 22,218 personas (El 0.3% de la población estatal), repartidas en 37 localidades, de las cuales, 6 aglutinan a más del 95% de sus habitantes, siendo las siguientes:
| Localidad                             | Número de habitantes |
| ------------------------------------- | -------------------- |
| San Bartolo Teontepec                 | 6,238                |
| San Andrés Cacaloapan                 | 3,917                |
| Tepanco de López (Cabecera Municipal) | 3,383                |
| San Luis Temalacayuca                 | 2,695                |
| José María Pino Suárez                | 2,588                |
| Francisco I. Madero                   | 2,323                |
| Otras localidades                     | 1,074                |

En lo que respecta a la densidad de población total del municipio esta es de 98.8 habitantes por km2, siendo baja.

#### Otros aspectos de población
La mitad de la población posee 25 años o menos, el 46.8% de sus habitantes son hombres, y el 53.2% mujeres, habiendo en promedio 88 hombres por cada 100 mujeres. La tasa de alfabetización en personas de 15 a 24 años es del 98.9%, y en mayores de 25 años es del 90.6%, la escolaridad en personas de más de 15 años es mayormente básica, representando el 62.2% del total, solo el 21% cuenta con los estudios de media superior concluidos, y la educación superior sólo representa el 11%.

### Etnicidad
- Población de 3 años o más que habla alguna lengua indígena: 9.96%
- Población de 3 años o más que no habla español de los hablantes de lengua indígena: 1.49%

| Lengua   | Porcentaje                                       | Población estimada |
| -------- | ------------------------------------------------ | ------------------ |
| Popoloca | 78.1% de los hablantes de alguna lengua indígena | 1,726              |
| Nahuatl  | 13.8% de los hablantes de alguna lengua indígena | 305                |

Alrededor del 2% de la población total del municipio se considera afromexicana, negra o afrodescendiente.